# UNTreF Vóley
UNTreF Vóley, equipo de voleibol apadrinado por la Universidad Nacional de Tres de Febrero, es un equipo profesional de dicho deporte que participa en la Liga Argentina de Voleibol. Desde 2012 participó en la máxima división del vóley nacional donde logró dos títulos, la Copa Argentina en 2016 y la Copa Desafío en 2018. En 2019 emitió un comunicado mencionando que dejaba la competencia nacional por problemas económicos.
A 2022, su equipo masculino se desempeña en la División de Honor, la categoría más alta de la Federación Metropolitana de Voleibol, mientras que su equipo femenino logró el ascenso a esa misma categoría en 2023.

## Historia
El equipo debutó en el voleibol nacional en la temporada 2011-2012 de la Serie A2 e hizo las veces de local en el Club AFALP en Lomas del Palomar. El equipo fue dirigido por Diego Scroca y terminó la primera fase en la primera ubicación al ganar 7 partidos de 8. En semifinales fue emparejado con Obras de San Juan al cual venció en el primer partido 3 a 2 (19-25, 19-25, 26-24, 31-29 y 17-15) como visitante, y en el segundo juego, como local, 3 a 0 (25-20, 35-33 y 27-25). En la final se enfrentó a Ciclista Olímpico y arrancó la serie como local ganando 3 a 2 en el primer partido (23-25, 22-25, 25-14, 26-24 y 15-7) y en el segundo partido (25-21, 25-22, 19-25, 18-25 y 15-9). La serie se trasladó a La Banda donde el tercer juego lo ganó el local 3 a 2 (29-27, 22-25, 24-26, 25-18 y 15-10) y el cuarto juego lo ganó el visitante 3 a 1 (25-18, 16-25, 28-26 y 25-20) y logró el ascenso y además se consagró como campeón. El equipo estuvo conformado por Esteban Símaro, Andrés Martínez, Leonel Cortez, Francisco Gandaria, Ramiro Núñez, Andrés Ferreyra, Christian Brion, Sebastián Ortiz, Nicolás Gómez y Yamil Abait y el equipo terminó la temporada con 18 victorias y 4 derrotas.
Tras el ascenso y con Diego Scroca que continuó como entrenador, disputó su primera temporada en la máxima categoría en la temporada 2012-2013 y fue uno de los diez integrantes de la liga de ese año. El equipo auspició como local en el Estadio Bicentenario de Morón. Arrancó la temporada disputando la Copa ACLAV 2012 donde integró una zona junto con Personal Bolívar, La Unión de Formosa y Olimpo de Bahía Blanca. Tras jugar contra los tres equipos, solo le pudo ganar al elenco bahiense y terminó tercero del grupo, eliminado de la competencia. En la temporada regular el equipo solo logró 7 victorias en 27 partidos, quedando penúltimo y fuera de los play-offs.
La segunda temporada en la máxima categoría fue la temporada 2013-14 y arrancó con cambio de entrenador, Diego Scroca dejó el cargo y Alejandro Grossi, quien venía de Gigantes del Sur, tomó el puesto. La temporada comenzó con la Copa ACLAV 2013, donde tras seis partidos, con tres victorias y tres derrotas, UNTreF accedió a la segunda fase al superar a Boca Juniors por centésimos en los coeficientes de desempate. En Formosa el equipo integró un triangular junto con el local (La Unión de Formosa) y UPCN San Juan Vóley y tras derrotar al equipo local y caer ante el cuadro sanjuanino, avanzó a semifinales donde perdió 3 a 0 (25-22, 25-21, 25-19) con Sarmiento Santana Textiles de Resistencia y en el encuentro por el tercer puesto cayó 3 a 0 (25-23, 26-24, 25-19) ante Personal Bolívar. En la liga el equipo no logró una gran actuación y con solo 4 victorias en 20 partidos terminó último.
La temporada 2014-2015, todavía con Alejandro Grossi como entrenador, arrancó con la Copa ACLAV 2014 donde integró una zona con Boca Río Uruguay, Lomas Vóley, La Unión de Formosa y Ciudad Vóley y tras vencer en dos de los cuatro encuentros quedó tercero del grupo y eliminado en esa fase. En la liga el equipo mejoró su participación respecto la temporada pasada y con 6 victorias en 18 partidos terminó séptimo, clasificando a play-offs por primera vez desde que ascendió a la máxima división. Al terminar segundo fue emparejado con Personal Bolívar en una serie al mejor de tres que arrancó en el Estadio República de Venezuela con dos victorias del equipo local 3 a 0 (28-26, 25-23, 25-23 y 25-15, 25-19, 25-22) y la serie continuó en el CEDEM n.º 2 de la ciudad de Caseros, donde UNTreF hacía de local, y ganó el visitante 3 a 0 (25-18, 25-18, 26-14) y cerró la serie eliminando al equipo de Tres de febrero.
Para la temporada 2015-2016 Alejandro Grossi continuó en su cargo y el equipo disputó la «Copa Máster» como primera competencia. En el Estadio Ernesto Báncora de Nueve de Julio UNTreF perdió en semifinales ante Personal Bolívar 3 a 0 (26-24, 25-20, 25-19) y en el partido del tercer puesto superó 3 a 2 a Gigantes del Sur (19-25, 15-25, 25-23, 25-23, 15-12). La temporada continuó con la Copa ACLAV 2015, donde el equipo integró un cuadrangular con Personal Bolívar, en su estadio, y con PSM Vóley y Alianza Jesús María y tras perder ante los tres contrincantes quedó eliminado. En la temporada regular y tras nueve partidos de los cuales el equipo solo ganó dos, Alejandro Grossi dejó la conducción del equipo y Marcos Milinkovic tomó el cargo, siendo esta su primera participación como entrenador principal de un equipo. Con la dirección del exjugador del seleccionado el equipo ganó tres partidos más y terminó noveno, fuera de play-offs, pero accedió a la «Copa Argentina». En dicho torneo organizó el primer triangular junto con Alianza Jesús María y con Pilar Vóley en el CEDEM n.º 2 de Caseros, donde venció en los dos partidos que jugó y avanzó de fase. En la siguiente ronda jugó un triangular con La Unión de Formosa y con PSM Vóley que habían quedado eliminados en cuartos de final, en el Estadio Centenario de Formosa, donde ganó los dos partidos y accedió a la final. El 26 de marzo se enfrentó en la final de la copa a Gigantes del Sur en el Estadio Ruca Che de Neuquén en un encuentro que llegó al quinto set y donde ganó el visitante 3 a 2 (22-25, 25-16, 22-25, 25-21 y 15-11) y así logró su primer título en la máxima categoría.
Para la temporada 2016-2017 el equipo renovó vínculo con Marcos Milinkovic y la temporada arrancó con la Copa Máster 2016, a la cual accedió como campeón de la Copa Argentina pasada. El 12 de octubre en el Estadio Gorki Grana arrancó formalmente la temporada perdiendo ante UPCN San Juan Vóley 3 a 2 (25-18, 21-25, 25-21, 23-25 y 15-11) y disputó ante Personal Bolívar el partido por el tercer puesto, donde cayó 3 a 1 (25-23, 25-23, 17-25 y 25-20) y quedó cuarto. Luego arrancó la Copa ACLAV 2016, donde UNTreF solo ganó un partido de tres y quedó eliminado en primera ronda. En la liga de esta temporada el equipo no terminó en zona de play-offs puesto que ganó solo tres de veinte partidos y participó de la Copa Argentina. En dicha copa terminó segundo en el primer triangular tras superar a PSM Vóley y caer ante Deportivo Morón y accedió a los triangulares de semifinales, donde se enfrentó con Obras de San Juan y Alianza Jesús María, contra los cuales perdió y quedó eliminado.
En la temporada 2017-2018 realizó un acuerdo de fusión con Club de Amigos mediante el cual el equipo de Palermo le cedía jugadores y parte del cuerpo técnico de cara a la Liga A1. El equipo arrancó la temporada conducido por Juan Manuel Barrial, quien a mitad de la misma dejó el equipo para hacerse cargo de la selección de los Emiratos Árabes Unidos. Tras ello la institución despidió al ayudante de Barrial y Marcos Milinkovic se hizo cargo de la conducción del equipo, suceso que desencadenó en la renuncia de varios jugadores que pertenecieron a Club de Amigos. Ante la baja de tantos jugadores se puso en duda la continuación del equipo en la máxima categoría, que luego ACLAV avaló, y por ello fue necesaria la inclusión de jugadores de las divisiones menores al equipo principal. Tras ese evento, el equipo disputó la Copa Desafío, pues había terminado entre los mejores equipos no clasificados al presudamericano. En el estadio de Libertad Burgi Vóley el equipo derrotó en semifinales al local en cinco sets (22-25, 25-18, 26-24, 22-25, 15-9) con solo ocho jugadores en el equipo y accedió a la final donde derrotó a Obras de San Juan, también en cinco sets (22-25, 25-23, 16-25, 25-22, 15-9) y logró su segundo título en la élite del vóley nacional.
De cara a la temporada 2019 el equipo no pudo obtener los recursos económicos necesarios para afrontar la máxima división nacional. A pesar de la baja en la competencia nacional, la institución aseguró que continuaría «sosteniendo permanentemente todo el desarrollo amateur de la disciplina en nuestra Universidad, donde hoy practican voleibol más de 300 chicos y chicas a partir de los 6 años en adelante.»
A nivel regional, el equipo masculino logró el ascenso a la División de Honor Masculina de la Federación Metropolitana de Voleibol en 2018, para luego repetir el logro en 2021. La rama femenina, por su parte, en 2018 llegó a la final por el ascenso a la primera división femenina, segundo escalón del vóley metropolitano. En 2022 compitió en la segunda división (tercera categoría) de la liga metropolitana,pero en 2023 logró un doble ascenso coronándose campeón de segunda y luego venciendo en el Play-off de Primera división al Club Ciudad de Buenos Aires en la final, por lo que ganó el derecho a participar en 2024 de la División de Honor, la máxima categoría metropolitana.

## Instalaciones

### Microestadio UNTreF
El Microestadio UNTreF es el estadio propio de la institución. Ubicado en la calle Dr. Alfredo E. Springolo número 349, en Villa Lynch, fue inaugurado el 16 de noviembre de 2017 en un encuentro por la Liga A1 de 2017-2018 entre el local, UNTreF Vóley y Libertad Burgi Vóley, que terminó con victoria 3 a 0 para el visitante.

### Otros estadios
UNTreF ha utilizado varios estadios a lo largo de su estadía en la máxima categoría. En la temporada 2011-12 utilizó el Club AFALP, en las temporadas 2012-13 y 2013-14 utilizó el estadio Bicentenario de Morón y desde la 2014-15 hasta la 2017-18 usó el Centro Deportivo Municipal (CeDeM) n.º 2 de Caseros.

## Datos del club
- Temporadas en primera división: 6 (2012-13 a 2018-19)
  - Mejor puesto en la liga: 7.°, eliminado en cuartos de final (en 2014-15)
  - Peor puesto en la liga: 11.°, último (2013-14)
- Temporadas en Copa ACLAV: 7 (desde 2012-13)
  - Mejor puesto en la copa: 4.° (en 2013)
- Temporadas en segunda división: 1 (2011-12)
  - Mejor puesto en la liga: 1.°, campeón y ascendido (en 2011-12)[40]
- Participaciones en otras copas
  - En Copa Argentina: 2 (2016, 2017 y 2018)
    - Mejor puesto en la copa: campeón (2016)

  - En Copa Máster: 2 (2015 y 2016)
    - Mejor puesto en la copa: tercero (2015)

## Entrenadores
Ordenados cronológicamente
- Diego Scroca (2011-2013)
- Alejandro Grossi (2013-2015)
- Marcos Milinkovic (2015-2017)
- Juan Manuel Barrial (2017-2018)
- Marcos Milinkovic (2018)
- Fabián Muraco (2018-2019)

## Palmarés
Campeón de la Copa Argentina: en 2016.
Campeón de la Copa Desafío: en 2018.